# Rudolf Schmidt (Jurist)
 Rudolf Schmidt (* 29. April 1886 in Oberstein an der Nahe; † 6. Januar 1965 in Köln) war ein deutscher Rechtswissenschaftler.

## Leben
Nach dem Abitur am Gymnasium in Koblenz studierte er Rechtswissenschaft in Köln und Bonn. Nach den juristischen Staatsexamina und dem Vorbereitungsdienst wurde er 1912 Gerichtsassessor. Nach der Promotion 1910 an der Universität Bonn zum Dr. iur. war er dort von 1912 bis 1914 Assistent und habilitierte sich ebenda 1913 für bürgerliches Recht. Nach kurzem Kriegsdienst im Landsturm war Schmidt von 1916 bis 1918 Gerichtsassessor beim Amtsgericht Bonn. Im April 1918 erhielt er einen Ruf auf eine planmäßige außerordentliche Professur für bürgerliches und römisches Recht an die Universität Jena, 1923 wurde er zum persönlichen Ordinarius ernannt. 1924/25 war er zugleich Oberlandesgerichtsrat in Jena. 1925 nahm er einen Ruf an die Universität Halle an. Es scheiterten Berufungen an die Universität Erlangen (1935) und nach Greifswald (1936). In Köln lehrte er von 1940 bis zu seiner Emeritierung.

## Schriften (Auswahl)
- Die Gesetzeskonkurrenz im bürgerlichen Recht. München 1915, OCLC 892106864.
- Der richterliche Eid. München 1917, OCLC 22356771.
- Der negatorische Beseitigungsanspruch. Stuttgart 1924, OCLC 258446525.
- Die Verschollenheit nach geltendem und künftigem Recht. Stuttgart 1938, OCLC 215447294.